# Лозинський Роман Мар'янович
Лози́нський Рома́н Мар'я́нович (нар. 5 липня 1972, с. Вибранівка Жидачівського району Львівської області) — український етнограф, географ, доктор географічних наук, професор ЛНУ, з 2010 завідувач кафедри географії України ЛНУ.

## Життєпис
Народився 7 травня 1972 року у селі Вибранівка Жидачівського району Львівської області. У 1994 році закінчив з відзнакою географічний факультет Львівського державного університету імені Івана Франка за спеціалізацією «географія України», у 1997 отримав аспірантуру в ЛНУ, а згодом у 2009 й докторантуру. У 1998—2000 роках працював архіваріусом Львівського державного комунального бюро технічної інвентаризації та експертної оцінки. В 2000 році захистив дисертацію на здобуття наукового ступеня кандидата географічних наук, тема дисертації — «Етнічний склад населення Галичини». В 2000—2002 роках працював головним спеціалістом управління з питань внутрішньої політики Львівської облдержадміністрації (відділ політичного аналізу, прогнозування та маркетингу). В 1999—2001 роках був асистентом, з 2001 року доцентом кафедри географії України Львівського національного університету імені Івана Франка (за сумісництвом). З осені 2002 року працює в ЛНУ на постійній основі. В 2003—2005 роках працював на посаді заступника декана географічного факультету з навчально-методичної роботи. Переможець конкурсу ЛНУ «Молодий науковець університету» (2005). Завдяки гранту фундації PAUCI, став учасник міжнародного проекту з вивчення туристичного потенціалу Західної України у складі колективу науковців трьох університетів: Інституту туризму (Варшава), Львівського національного університету імені Івана Франка, та Київського університету туризму, економіки й права.

## Наукова діяльність
Здійснив історико-географічне дослідження формування й динаміки етнічного складу населення Львова від часу заснування міста й до сучасності в контексті загального суспільного розвитку Галичини. Розробив теоретичні й методичні основи суспільно-географічного дослідження мовної ситуації України. Склав карту мовного складу населення України станом на початок ХХІ ст.

## Доробок
Автор понад 60 наукових праць, включно з трьома монографіями. Написав понад 40 науково-публіцистичних статей в місцевій та загальноукраїнській пресі.

### Монографії
- Лозинський Р. М. Етнічний склад населення Львова (у контексті суспільного розвитку Галичини) / Роман Лозинський. – Львів, 2005. – 358 с.
- Potencjał turystyczny Ukrainy Zachodniej / [red. nauk. Andrzej Jagusiewicz ; zespół aut. R. Szczeciński et al.] ; Instytut Turystyki w Warszawie. Narodowy Instytut im. Iwana Franko we Lwowie. Uniwersytet Turystyki, Gospodarki i Prawa w Kijowie. Warszawa: Instytut Turystyki, 2005. 263 s. : (у співав. з K. Łopaciński, J. Zińko й ін.)
- Лозинський Р. М. Мовна ситуація в Україні (суспільно-географічний погляд) / Роман Лозинський. – Львів, 2008. – 502 с.
- Лозинський Р. М. Географія мов в Україні. Навчальний посібник / Роман Лозинський. – Львів, ЛІГА

### Наукові статті
- Lozynskyy R. Modern tendencies of the development of ethnolingustic situation in Ukraine / Lozynskyy R. // Geographical Aspects of Transformation Process in Central and East-Central Europe / T. Michalski (ed.). – Gdynia, 2006. – P. 103—109.
- Lozyns'kyi R. The Modern State of Geographical Studies on the Problems of Peripherality in Ukraine / Roman Lozyns'kyi // Barometr regionalny. Anializy i prognozy. – № 1 (27). – Zamość, 2012. – S. 7–12.
- Łożyński R. Rola organizacji pozarządowych w rozwoju turystyki wiejskiej (na przykładzie Związku Pomocy Rozwojowi Zielonej Turystyki Wiejskiej na Ukrainie)/ Roman Łożyński, Diana Dryglas // W: Rola organizacji pozarządowych w rozwoju i promocji turystyki: [monografia] / red. nauk. Bogusław Sawicki, Anna Nizioł, Marcin Obodyński. – Rzeszów: Uniwersytet Rzeszowski. Katedra Agroturystyki i Ekonomicznych Funkcji Turystyki i Rekreacji, 2012. – S. 364—374.
- Lozynskyy R. Border Issues in The Post-Soviet States: The Case of Ukraine – Genesis And Factors / Roman Lozynskyy, Viktoriya Pantyley // Border Conflicts in the Contemporary World. – Lublin: Maria Curie-Sklodowska University Press, 2014. –S .243–253.
- Lozynskyy R. Territorial and Ethnic Identity Issues in the Zakarpattia Region / Roman Lozynskyy // Territories and Identities in Central, Eastern and Southeastern Europe. Scient. editor: Valentin Mihaylov. –Częstochowa: Instytut Geopolityki, 2014. – S. 340—355.

### Публіцистичні статті
- Хто такі галичани, і чому вони стають сепаратистами [Архівовано 11 лютого 2016 у Wayback Machine.] // Журнал Ї. — 2001. — Ч. 23
- Чому Галичина відстає? або Як довго ми ще будемо відставати? [Архівовано 11 лютого 2016 у Wayback Machine.] — Роман Лозинський, Поступ № 137 (795), 8-9 вересня 2001 року
- Ще раз про відставання Галичини, або чому маніпулюють свідомістю галичан [Архівовано 11 лютого 2016 у Wayback Machine.] — Роман Лозинський, семінар журналу «Ї», організованих у рамках проекту «Україна в Європі», 21 лютого 2002
- Урбанізація Галичини у часі і просторі [Архівовано 11 лютого 2016 у Wayback Machine.] — Роман Лозинський, Журнал Ї № 35 2005